# Uplifting trance
Uplifting trance, také známý jako “anthem trance“ nebo „epic trance“ je výraz pro jeden ze stylů trance hudby vyznačující se silným důrazem na melodii a přerušováním hlavního tempa během celé délky písně (tracku). Tento styl se zrodil kolem roku 1996 v Německu a jeho základem byl progressive trance. Díky své melodii a tempu často posluchačům navozuje tzv. „epické až pohlcující stavy“. To byl také jeden z důvodů, proč se tento styl nazývá jako „uplifting“ – povznášející. V současné době je uplifting trance velmi populární na celosvětové úrovni a jeho prvky se prolínají do současné taneční hudby. Zástupci toho stylu jsou např. Aly & Fila, Ahmed Romel, Simon O'Shine, Arctic Moon, tranzLift a James Dymond.

## Charakteristika
Obecně je „uplifting trance“ styl mnohem jemnější než ostatní trance styly jako např. Goa, která má výrazně “temnější” podání tónů použitých v tracku. Namísto již zmíněného Goa trance používá uplifting trance podobný akordový základ jako progressive trance, ale s odlišným průběhem. Základem upliftu je hlavní durový kvintakord a v pozadí další podružné akordové tóniny tvořící „epickou“ melodii. Tímto střídáním akordů a tónin je možné dosáhnout buď pozitivního pocitu tracku „happy“ nebo naopak negativního „sad“. Velmi výrazným znakem tohoto stylu jsou tzv. „breakdowny“ – zlomy a zpomalení, kdy je hlavní svižná část tempa často dosahujícího nejčastěji kolem 140 BPM nahrazena pouze melodií. Existuje velmi úzký vztah mezi uplifting trance a uplifting house, ale obecně cokoliv dosahující tempa nad 136 BPM se dá považovat za trance.

## Historie
Tento termín se začal používat pro popis toho, co většina lidí ve Velké Británii nazývá jako „epic trance“. Celkově se tyto termíny velmi prolínají a tak na anglické trancové scéně docházelo k různým zmatkům v terminologii. Proto byl pro popis nekomerční tvorby na této bázi zaveden termín „uplifting“, nebo také „uplifting house“ (pouze ve VB). Termín je také často používán na Goa/psytrance scéně. I když skladba této hudby příliš nezní jako klasický uplift, někteří ji pro navození povznášejících(uplifting) pocitů takto nazývají.

## Historie a současnost

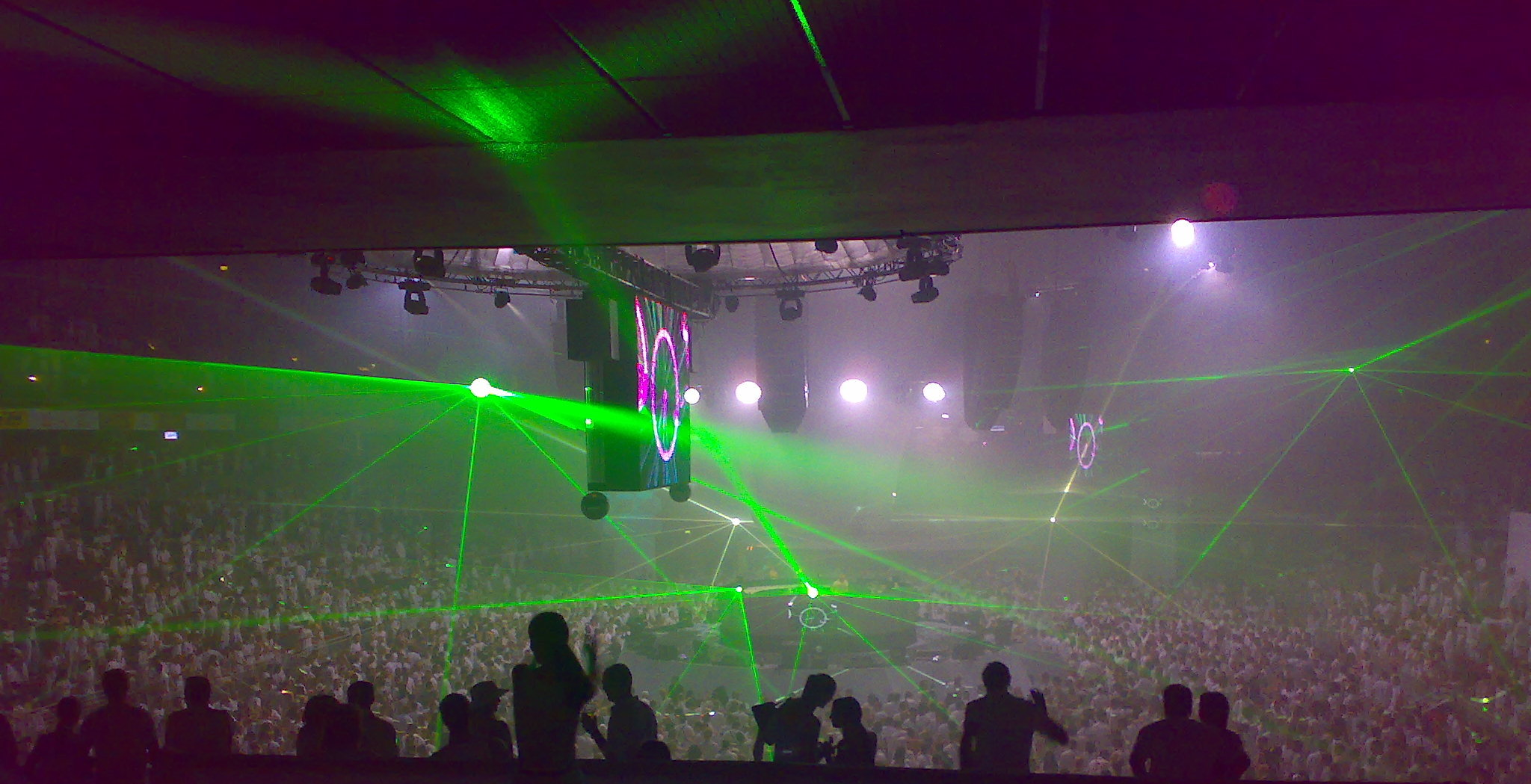
Sensation White 2007, Litva.

Největší popularitě se těšil uplifting trance v pozdních 90. letech a začátkem roku 2000. DJové hrající tento styl neměli v uplynulých letech přílišnou klubovou podporu a proto se stal uplifting trance spíše undergroundovou záležitostí. Tento trend se však od roku 2006 začal měnit a pořadatelé velkých halových akcí jako Sensation White nebo Transmission začali na své show umělce hrající především tento styl opět zvát. Velké popularitě se uplifting vždy těšil a těší v Polsku a ostatních východoevropských zemích. Celkově je polská uplifting scéna velmi aktivní a tvorbu producentů jako např. Nitrous Oxide, Simon O'Shine, Sergey Nevone, atd. Nucvise zařazují na svůj list i takové hvězdy jako Armin van Buuren, Above & Beyond, Aly & Fila, Ronny K a Eddie Sender. Polská Viva a 4Fun TV dokonce stále vysílá starší uplifting trancové hity a pozadu za ní nezůstávají ani MTV Dance nebo Rapture TV. Za dobu své existence se trance scéna rozdrobila na mnoho různých stylů a žánrů. Namátkou můžeme jmenovat křížence mezi Goa trance a uplifting trance, který se jmenuje „Nitzhonot“. Až na začátku roku 2006 se setkala uplifting scéna s opětovnou vlnou zájmu ať už starších nebo mladších trance fanoušků, a tento vzestup pokračoval i po roce 2009. Tento styl se tak opětovně zařadil na pevné místo na poli taneční a klubové hudby.

## Současný styl
I když někteří posluchači považují současný uplifting trance jen jako matný stín svého dřívějšího předchůdce, mnoho dalších ho považuje za celkově vyspělejší a více kreativní oproti minulosti. Velkou měrou k tomu i přispělo míšení různých hudebních stylů jako progressive, techno, electro s tímto druhem trancu. Vlajkovou lodí uplifting trance je v současnosti egyptské vydavatelství Future Sound Of Egypt producentské dvojky Aly & Fila a také české vydavatelství Beyond The Stars Recordings (nyní Aerodynamica Music) českých producentů tranzLift a Alatheia.

## Uplifting trance v Česku
V České republice uplifting trance preferují djs jako Alatheia, BluEye, Foxxy Jay, LayDeeJane, tranzLift a mnozí další, díky nimž se uplifting dostává do povědomí lidí. Především díky rozvíjející se české rádiové komunitě a moderátorům, kteří prošli rádii, jako dnes již zaniklá Zlatá Praha z dob 90. let - později Fajn Radio, Dance Radio (v dobách jeho čistě internetového vysílání), obnovené rádio Zlatá Praha, či Rádio Zlatka, se podařilo upliftingu prorazit i u zdejších přízniců elektronické taneční hudby a tyto řady příznivců trance hudby od 90. let řádně rozšířit. Moderátoskou ikonou propagující tento hudební žánr u nás je již dlouhou dobu Luboš Novák, populární s pořadem 2HOT (dříve známým jako Předhitparádový servis), který každý rok dodnes vystupuje na oblíbených hudebních akcích na parníku na Vltavě.